# Thomas Matton
Pour les articles homonymes, voir Matton.
Thomas Matton, né le 24 octobre 1985 à Horebeke en Belgique, est un footballeur et entraîneur belge qui joue au poste de milieu de terrain jusqu'en décembre 2017, quand il doit mettre un terme à sa carrière à la suite de blessures récurrentes. Il est actuellement l'entraîneur du Jong KAA Gent.

## Biographie

### Carrière de joueur
Thomas Matton s'affilie au VV Horebeke en 1991, à l'âge de six ans. Deux ans plus tard, il intègre le centre de formation du FC Bruges, où il passe par toutes les catégories d'âge. En 2006, il est incorporé au noyau de l'équipe première du club mais ne joue aucun match officiel durant un an. Il décide alors de quitter Bruges et rejoint Oud-Heverlee Louvain, en Division 2. Il y est titulaire et inscrit douze buts durant la saison. Malgré une blessure encourue le 13 avril 2008 face à l'Antwerp, il signe deux semaines plus tard un contrat de quatre ans au SV Zulte Waregem, un club de l'élite.
Thomas Matton s'impose d'emblée comme titulaire au milieu de terrain dans sa nouvelle équipe. Hélas pour lui, plusieurs petites blessures l'écartent régulièrement des terrains. La saison suivante est plus difficile pour le joueur, blessé durant quatre mois au milieu de la compétition, il doit faire face à une concurrence plus forte en milieu de terrain. Il retrouve néanmoins une place dans l'équipe de base à l'entame des « play-offs 1 ». Après le départ de Francky Dury en fin de saison, il conserve son rôle de titulaire avec les entraîneurs suivants (Bart De Roover, Hugo Broos et Darije Kalezić). Une grave blessure survenue en novembre 2011 met un terme prématuré à sa saison 2011-2012. Devenu remplaçant dans l'effectif flandrien, il décide de partir et signe un contrat de deux ans au KV Courtrai, le rival local.
Matton commence le championnat avec Courtrai comme titulaire mais après cinq journées, il se blesse à nouveau et est écarté des terrains pour plusieurs mois. Il revient dans l'équipe en fin de saison et intègre régulièrement l'équipe de base la saison suivante.
Il met un terme à sa carrière le 8 décembre 2017.

## Statistiques
| Saison                | Club                  | Championnat           | Championnat | Championnat | Coupe(s) nationale(s) | Coupe(s) nationale(s) | Total | Total |
| Saison                | Club                  | Division              | M.          | B.          | M.                    | B.                    | M.    | B.    |
| 2007-2008             | OH Louvain            | Division 2            | 25          | 12          | 1                     | 0                     | 26    | 12    |
| Sous-total            | Sous-total            | Sous-total            | 25          | 12          | 1                     | 0                     | 26    | 12    |
| 2008-2009             | SV Zulte Waregem      | Division 1            | 23          | 6           | 2                     | 0                     | 25    | 6     |
| 2009-2010             | SV Zulte Waregem      | Division 1            | 19          | 0           | 0                     | 0                     | 19    | 0     |
| 2010-2011             | SV Zulte Waregem      | Division 1            | 30          | 4           | 0                     | 0                     | 30    | 4     |
| 2011-2012             | SV Zulte Waregem      | Division 1            | 12          | 2           | 1                     | 0                     | 13    | 2     |
| Sous-total            | Sous-total            | Sous-total            | 84          | 12          | 3                     | 0                     | 87    | 12    |
| 2012-2013             | KV Courtrai           | Division 1            | 12          | 1           | 1                     | 0                     | 13    | 1     |
| 2013-2014             | KV Courtrai           | Division 1            | 23          | 5           | 3                     | 0                     | 26    | 5     |
| Sous-total            | Sous-total            | Sous-total            | 35          | 6           | 4                     | 0                     | 39    | 6     |
| Total sur la carrière | Total sur la carrière | Total sur la carrière | 144         | 30          | 8                     | 0                     | 152   | 30    |